# Проводи (фільм)
«Проводи» (рос. «Проводы») — російський радянський художній фільм 1978 року режисера Юрія Сергєєва.

## Сюжет
У зв'язку з переведенням до Москви начальнику Управління доводиться розлучатися з улюбленою справою і з людьми, які працювали з ним довгий час. Його проводи допомагають до кінця з'ясувати відносини, що склалися в колективі...

## У ролях
- Олександр Парра
- Людмила Зайцева
- Ігор Лєдогоров
- Микола Волков
- Анатолій Грачов
- Олексій Булатов
- Тетяна Федорова
- Ірина Гошева

## Творча група
- Автори сценарію: Ігнатій Дворецький
- Режисери-постановники: Юрій Сергєєв
- Оператори-постановники: Лев Бунін
- Композитор: Кирило Молчанов